# W46
No final de 1955 considerações foram dadas para usar o pacote físico da bomba aérea TX-46 como uma ogiva para o míssil de cruzeiro intercontinental Snark de USAF. Considerações para usar a ogiva no míssil Redstone MRBM do exército foram dadas. A XW-46 para ser utilizada no Redstone MRBM foi cancelada em favor da W53 a ser usada pelo míssil Titan II em abril de 1958.